# Lyon (Misisipi)
Lyon es un pueblo del Condado de Coahoma, Misisipi, Estados Unidos. Según el censo de 2000 tenía una población de 418 habitantes y una densidad de población de 343.4 hab/km².

## Demografía
Según el censo de 2000, había 418 personas, 170 hogares y 121 familias residiendo en la localidad. La densidad de población era de 343,4 hab./km². Había 177 viviendas con una densidad media de 145,4 viviendas/km². El 74,40% de los habitantes eran blancos, el 25,12% afroamericanos y el 0,48% asiáticos.
Según el censo, de los 170 hogares en el 32,9% había menores de 18 años, el 57,6% pertenecía a parejas casadas, el 11,8% tenía a una mujer como cabeza de familia, y el 28,8% no eran familias. El 28,2% de los hogares estaba compuesto por un único individuo, y el 14,1% pertenecía a alguien mayor de 65 años viviendo solo. El tamaño promedio de los hogares era de 2,45 personas y el de las familias de 3,00.
La población estaba distribuida en un 23,4% de habitantes menores de 18 años, un 8,9% entre 18 y 24 años, un 26,3% de 25 a 44, un 23,9% de 45 a 64, y un 17,5% de 65 años o mayores. La media de edad era 41 años. Por cada 100 mujeres había 95,3 hombres. Por cada 100 mujeres de 18 años o más, había 91,6 hombres.
Los ingresos medios por hogar en la localidad eran de 34.375 dólares ($), y los ingresos medios por familia eran 56.042 $. Los hombres tenían unos ingresos medios de 43.750 $ frente a los 23.611 $ para las mujeres. La renta per cápita para la ciudad era de 20.646 $. El 21,0% de la población y el 15,0% de las familias estaban por debajo del umbral de pobreza. El 36,9% de los menores de 18 años y el 4,7% de los habitantes de 65 años o más vivían por debajo del umbral de pobreza.

## Geografía
Según la Oficina del Censo de los Estados Unidos, la localidad tiene un área total de 1,2 km², todos ellos correspondientes a tierra firme.